# Пляшевка
Пляшевка (укр. Пляшівка) — село в Крупецкой сельской общине Дубенского района Ровненской области Украины.
До 2020 года входило в Радивиловский район.
Население по переписи 2001 года составляло 431 человек. Почтовый индекс — 35523. Телефонный код — 3633. Код КОАТУУ — 5625888503.